# Blepharoneuron
Blepharoneuron là một chi thực vật có hoa trong họ Hòa thảo (Poaceae).

## Loài
Chi Blepharoneuron gồm các loài: